# André-Charles-Victor Reille
Pour les articles homonymes, voir Reille.
Pour les autres membres de la famille, voir Famille Reille.
André-Charles-Victor, comte Reille (23 juillet 1815 à Paris - 19 janvier 1887 à Antibes), est un général et homme politique français.

## Biographie
Fils du maréchal Reille et petit-fils du maréchal Masséna, il est élève à l'École militaire de Saint-Cyr.
Sous-lieutenant de cavalerie en 1835, il passe à l'État-major et est promu lieutenant en 1838, parti en Algérie en 1840, il se distingue à la bataille du col de Mouzaïa ; combat à la suite duquel il est nommé chevalier de la Légion d'Honneur pour sa bravoure. 
Capitaine en 1841 et aide de camp du général Oudinot, chef d'escadron en 1851, lieutenant-colonel en 1855, il participe à la campagne de Crimée et au siège de Sébastopol. 
Colonel en 1859, il devient l'aide de camp de l'empereur Napoléon III pendant la campagne d'Italie et le restera jusqu'à la fin de l'Empire. Général de brigade en 1865, il commande le premier camp de Châlons de mars à juin 1868. 
Il se marie le 10 mars 1870 avec la comtesse Louise Charlotte de Barbentane, fille du colonel vicomte de Bongars, écuyer commandant des écuries de Charles X, et veuve de Louis-Antoine de Robin de Barbentane.
Durant la Guerre de 1870, il est chargé de remettre au roi Guillaume de Prusse, à l'issue de la bataille de Sedan, la lettre par laquelle Napoléon III offre sa reddition. Accompagnant l'empereur en captivité, il est nommé général de division en 1875, inspecteur général de la cavalerie.
Passé dans le cadre de réserve, il devient conseiller général du canton d'Utelle de 1864 à 1871 et président du Conseil général des Alpes-Maritimes de 1869 à 1870.
Il meurt à Antibes le 19 janvier 1887.

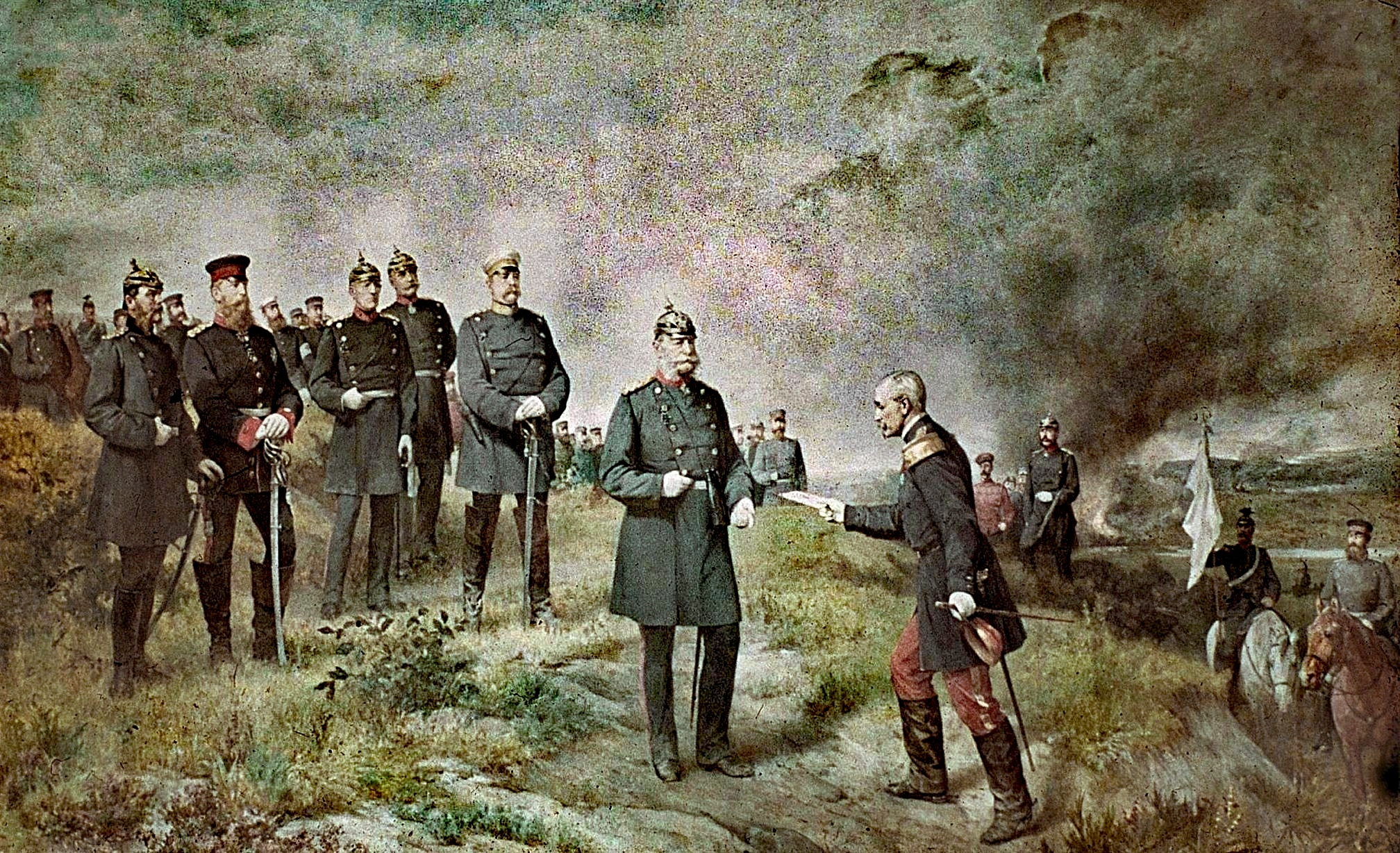
Le général Reille remettant au roi Guillaume de Prusse le lettre de reddition de Napoléon III.
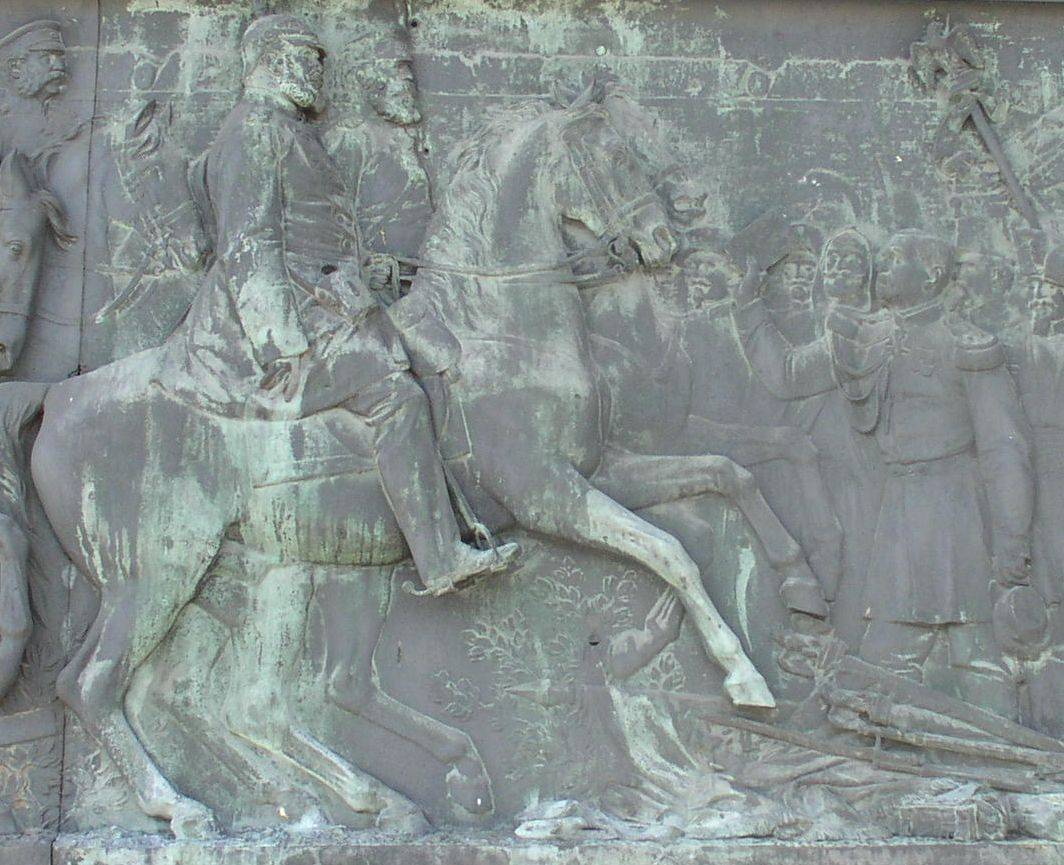

## Distinctions
- Commandeur de la Légion d'honneur (23 aout 1861)[3]
- Médaille de Crimée (Royaume-Uni)
- Ordre du Bain (Royaume-Uni)

### Sources et bibliographie
- Théophile Lamathière, Panthéon de la Légion d'honneur: dictionnaire biographique des hommes du XIXe siècle, Volume 6
- Archives de l'école supérieure de guerre, biographie du général André Charles Victor Reille